# Herby województw (seria monet)
Seria Herby województw obejmowała obiegowe monety okolicznościowe o nominale 2 złote ze stopu Nordic Gold. Narodowy Bank Polski zainaugurował tę serię w 2004 roku, a jej celem było przedstawienie wszystkich 16 województw.

## Lista monet w seriiHerby województw
Narodowy Bank Polski emitował monety z wizerunkami województw alfabetycznie, poczynając od dolnośląskiego, które weszło do obiegu 28 stycznia 2004, kończąc na zachodniopomorskim z 11 kwietnia 2005 roku. Monety bite były stemplem zwykłym.
Awers monet kolekcjonerskich oraz okolicznościowych przedstawia orła na stylizowanej mapie polski z podziałem na województwa, rok wprowadzenia do obiegu, nominał (2 złote) oraz napis Rzeczpospolita Polska. Na rewersie z kolei widnieje herb jednego z województw.
| Moneta                          | Nominał | Stop        | Średnica | Masa   | Data emisji          | Nakład  | Wizerunek monety |
| ------------------------------- | ------- | ----------- | -------- | ------ | -------------------- | ------- | ---------------- |
| Województwo dolnośląskie        | 2 złote | CuAl5Zn5Sn1 | 27,00 mm | 8,15 g | 28 stycznia 2004     | 700 000 | awers i rewers   |
| Województwo kujawsko-pomorskie  | 2 złote | CuAl5Zn5Sn1 | 27,00 mm | 8,15 g | 20 lutego 2004       | 750 000 | awers i rewers   |
| Województwo lubelskie           | 2 złote | CuAl5Zn5Sn1 | 27,00 mm | 8,15 g | 19 marca 2004        | 820 000 | awers i rewers   |
| Województwo lubuskie            | 2 złote | CuAl5Zn5Sn1 | 27,00 mm | 8,15 g | 5 kwietnia 2004      | 820 000 | awers i rewers   |
| Województwo łódzkie             | 2 złote | CuAl5Zn5Sn1 | 27,00 mm | 8,15 g | 17 maja 2004         | 920 000 | awers i rewers   |
| Województwo małopolskie         | 2 złote | CuAl5Zn5Sn1 | 27,00 mm | 8,15 g | 7 czerwca 2004       | 900 000 | awers i rewers   |
| Województwo mazowieckie         | 2 złote | CuAl5Zn5Sn1 | 27,00 mm | 8,15 g | 8 lipca 2004         | 920 000 | awers i rewers   |
| Województwo opolskie            | 2 złote | CuAl5Zn5Sn1 | 27,00 mm | 8,15 g | 20 sierpnia 2004     | 900 000 | awers i rewers   |
| Województwo podkarpackie        | 2 złote | CuAl5Zn5Sn1 | 27,00 mm | 8,15 g | 20 września 2004     | 920 000 | awers i rewers   |
| Województwo podlaskie           | 2 złote | CuAl5Zn5Sn1 | 27,00 mm | 8,15 g | 29 października 2004 | 900 000 | awers i rewers   |
| Województwo pomorskie           | 2 złote | CuAl5Zn5Sn1 | 27,00 mm | 8,15 g | 17 listopada 2004    | 900 000 | awers i rewers   |
| Województwo śląskie             | 2 złote | CuAl5Zn5Sn1 | 27,00 mm | 8,15 g | 1 grudnia 2004       | 1 000   | awers i rewers   |
| Województwo świętokrzyskie      | 2 złote | CuAl5Zn5Sn1 | 27,00 mm | 8,15 g | 20 stycznia 2005     | 900 000 | awers i rewers   |
| Województwo warmińsko-mazurskie | 2 złote | CuAl5Zn5Sn1 | 27,00 mm | 8,15 g | 22 lutego 2005       | 900 000 | awers i rewers   |
| Województwo wielkopolskie       | 2 złote | CuAl5Zn5Sn1 | 27,00 mm | 8,15 g | 15 marca 2005        | 940 000 | awers i rewers   |
| Województwo zachodniopomorskie  | 2 złote | CuAl5Zn5Sn1 | 27,00 mm | 8,15 g | 11 kwietnia 2005     | 900 000 | awers i rewers   |